# FC Rapid Bukarest

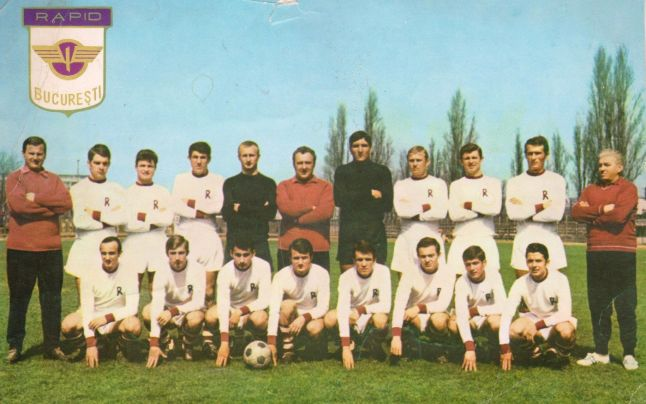
Lagbild säsongen 1966/1967.

Fotbal Club Rapid 1923, mer känd som FC Rapid Bukarest (rumänska: Fotbal Club Rapid București) eller enbart Rapid Bukarest, är en rumänsk fotbollsklubb från Bukarest. Huvudföreningen, CS Rapid București, bildad 1923 som Asociația Culturală și Sportivă CFR. Klubben har blivit rumänsk mästare 1967, 1999 och 2003.